# Agregatno povpraševanje
V ekonomiji je agregatno povpraševanje (AD) ali domače končno povpraševanje  (DFD) celotna količina povpraševanja za končne dobrine in storitve v ekonomiji ob danem času. To je povpraševanje za bruto domači proizvod države. Določa količino dobrin in storitev, ki bodo kupljene pri vseh mogočih cenah. Agregatno povpraševanje sestavljajo potrošniška potrošnja, investicije, poslovni in vladni izdatki ter neto izvoz.
Krivulja agregatnega povpraševanja je pogosto prikazana z realnim outputom na vodoravni osi in ravnjo cen na navpični osi. Čeprav je v teoriji usmerjena navzdol, Sonnenschein–Mantel–Debreu teorem kaže, da naklon krivulje ne more biti matematično izpeljan iz predpostavk o individualnem racionalnem vedenju. Namesto tega je krivulja agregatnega povpraševanja, ki je usmerjena navzdol, izvedena s pomočjo treh makroekonomskih predpostavk o delovanju trgov: Pigoujev učinek bogastva, Keynesov učinek obrestnih mer in Mundell–Flemingov učinek deviznih tečajev. Pigoujev učinek trdi, da višja raven cen implicira nižje realno bogastvo in tako nižjo potrošnjo ter tako nižjo agregatno povpraševano količino. Keynesov učinek trdi, da višja raven cen implicira nižjo realno ponudbo denarja in tako višje obrestne mere, zaradi ravnotežja finančnega trga, kar tako vodi v nižjo investicijsko potrošnjo po fizičnem kapitalu in tako nižjo količino agregatno povpraševanih dobrin. Mundell-Flemingov učinek deviznega tečaja je razširitev IS-LM modela. Tradicionalni IS-LM model se ukvarja z zaprto ekonomijo, Mundell-Fleming pa opisuje majhno odprto ekonomijo. Mundell-Flemingov model opisuje kratkoročni odnos med nominalnim deviznim tečajem ekonomije, obrestno mero in outputom (za razliko od zaprte ekonomije v IS-LM modelu, ki se osredotoča samo na odnos med obrestno mero in outputom).